# Anton Tamarut
Anton Tamarut (ur. 1 grudnia 1932 w Novalji, zm. 28 czerwca 2000 w Rijece) – chorwacki duchowny rzymskokatolicki, biskup szybenicki i arcybiskup rijecko-seński.

## Biografia

### Młodość i prezbiteriat
Studiował w Wyższym Kolegium Teologicznym w Rijece. Po jego zamknięciu przez władze komunistyczne w 1955, kontynuował naukę w Wyższym Kolegium Teologicznym w Pazinie. 29 czerwca 1957 z rąk biskupa Krk Josipa Srebrniča przyjął święcenia prezbiteriatu i został kapłanem diecezji Krk. Następnie pracował duszpastersko w parafiach Mali Lošinj i Krk.
W 1962 wyjechał na studia do Rzymu. Uzyskał tam tytuł doktora prawa kanonicznego na Papieskim Uniwersytecie Gregoriańskim oraz magistra w Papieskim Instytucie Liturgicznym Świętego Anzelma. Następnie powrócił do Jugosławii, gdzie pracował w Kurii Diecezjalnej w Krk jako wicekanclerz, kanclerz i wikariusz generalny. W latach 1976–1979 był rektorem Wyższego Seminarium Duchownego w Rijece.

### Episkopat
5 lutego 1986 papież Jan Paweł II mianował go biskup szybenickim. 16 marca 1986 w katedrze w Szybeniku przyjął sakrę biskupią z rąk arcybiskupa zagrzebskiego kard. Franjo Kuharića. Współkonsekratorami byli biskup Krk Karmelo Zazinović oraz emerytowany biskup szybenicki Josip Arneric.
4 grudnia 1987 ten sam papież wyznaczył go koadiutorem arcybiskupa rijecko-seńskiego Josipa Pavlišića. 5 stycznia 1990, gdy abp Pavlišić przeszedł na emeryturę, Tamarut został arcybiskupem rijecko-seńskim. Jego pontyfikat przypadł na okres upadku komunizmu, odzyskania przez Chorwację niepodległości i wojny w Chorwacji.
25 maja 2000 w wyniku zmian granic diecezji nastąpiła zmiana jego tytułu na arcybiskup rijecki. Wkrótce potem, 28 czerwca 2000, zmarł.